# Michelbacher Mühle

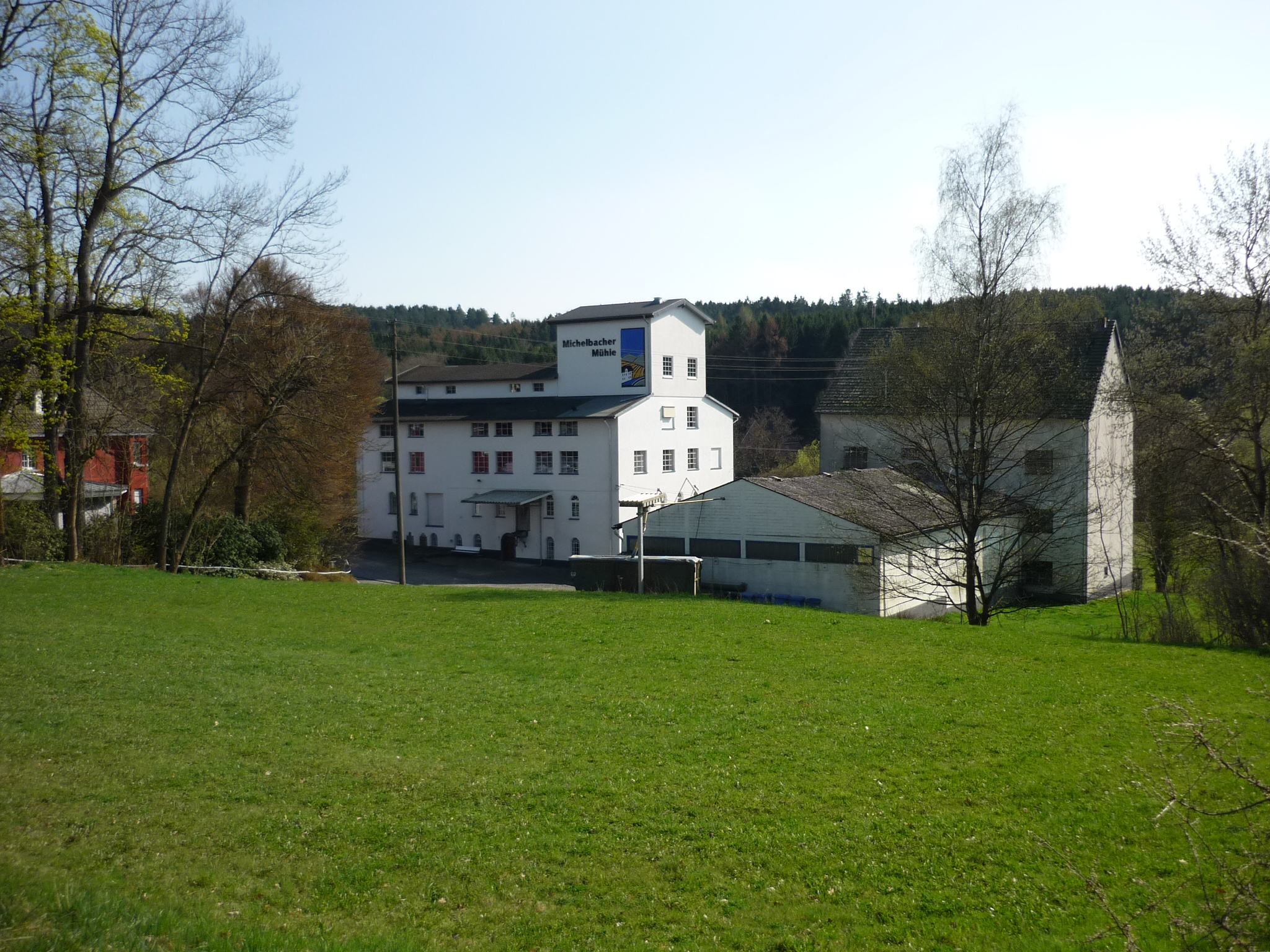
Michelbacher Mühle

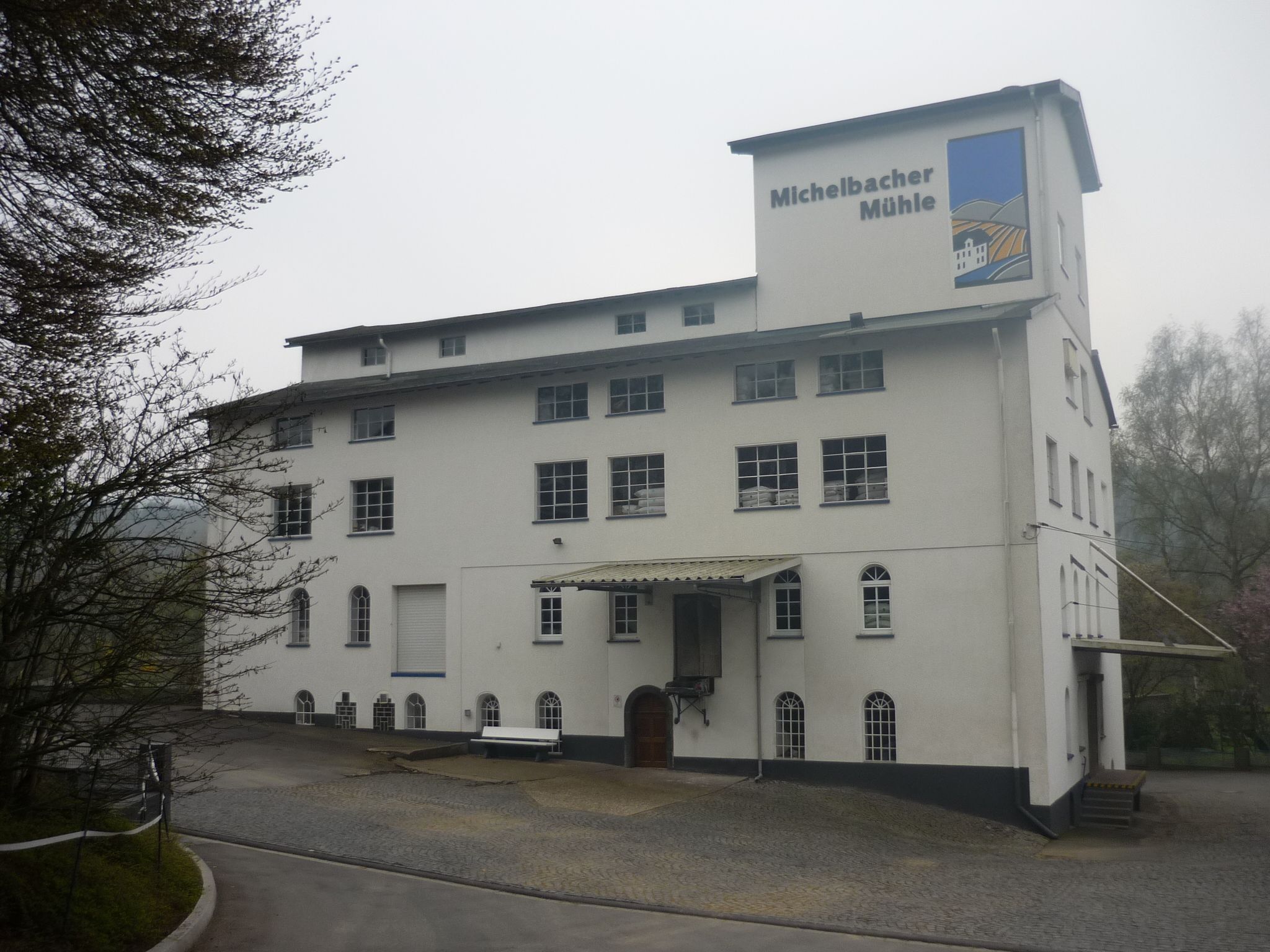
Michelbacher Mühle

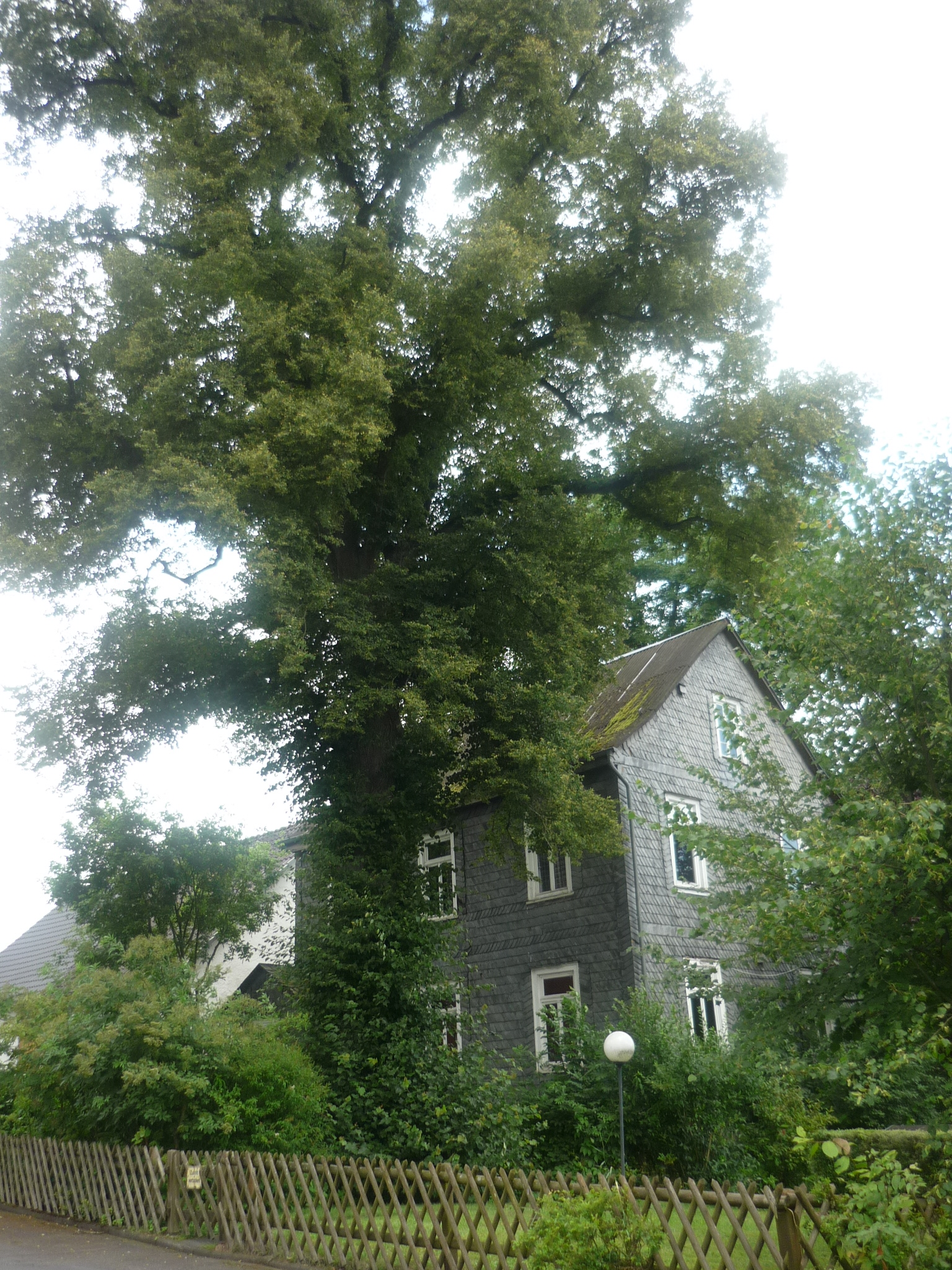
Ehemaliges Wohnhaus an der Michelbacher Mühle (abgerissen)

Die Michelbacher Mühle (offizielle Firmenbezeichnung: Fritz Hassel GmbH Michelbacher Mühle) ist eine Walzenmühle zur Herstellung von Roggen- und Weizenmehl im mittleren Westerwald in Michelbach und dient als Kornmühle. Sie ist der einzige aktive Mühlenstandort im Landkreis Altenkirchen.

## Geschichte der Mühle
Die Initiative zum Bau einer Mühle mit mehreren Funktionen ging von der Familie Butschbach von Altenkirchen aus. Ausschlaggebend für die Wahl des Standortes war die Wasserkraft der Wied. Die 1846 beantragte Baugenehmigung bezog sich auf eine Knochen-, Öl- und Mahlmühle. Obwohl alle drei Mühlenarten genehmigt waren, wurde nur der Bau und Betrieb einer Mahl- und Knochenmühle realisiert. Da sich die Herstellung von Knochenmehl zur Ertragssteigerung in der Landwirtschaft nach wenigen Jahrzehnten durch die Erfindung künstlicher Düngemittel nicht mehr rentierte, wurde der Betrieb der Knochenmühle eingestellt.
Nach mehrmaligem Besitzerwechsel gelangte die Mühlenanlage samt Gebäude, Äckern und Wiesen im November 1898 in den Besitz des Landwirts und Müllers Fritz Hassel. Neben dem Betrieb einer Getreidemühle schuf man sich 1902 mit einer Sägemühle ein zusätzliches Standbein. Der Gebäudebestand umfasste 1914 außer dem Mühlen- und Sägewerksgebäude ein Wohnhaus, eine Werkswohnung, ein Backhaus, eine Wagenremise für Transportfahrzeuge sowie einen Stall. Den Antrieb der Mahlgänge, des Sägegatters, und der Kreissäge besorgte nach immer die Wasserkraft der Wied über vier Wasserräder. 1923 wurde die Mühle grundlegend umgestaltet; zwei Turbinen und ein Dieselmotor lieferten die Antriebskraft für einen Mahlgang, zwei Schrotgänge und vier Walzenstühle.
Nach Fritz Hassels Tod 1929 leiteten ab 1930 dessen drei Söhne Robert, Gustav und Walter als Besitzer die beiden Betriebe. Am 26. Januar 1936 wurde das Sägewerk in Michelbach durch einen Brand völlig zerstört. Nach der Verlegung des Sägewerks nach Altenkirchen (ehemaliges Sägewerk Lenz, Frankfurter Straße, an der Bahnstrecke Limburg–Altenkirchen) im Januar 1936 waren die beiden Söhne Fritz und Robert Hassel für den Mühlenbetrieb verantwortlich. In den Jahren 1947/48 entstanden die heutigen Silo- und Bürogebäude. Ab 1966 wurde die Michelbacher Mühle von Günther und Fritz Hassel, Söhne von Robert und Fritz Hassel geleitet. Bei der 1968 vorgenommenen Modernisierung der Mühleneinrichtung blieb die Ausnutzung der Wasserkraft weitgehend erhalten, jedoch um acht zusätzliche Elektromotoren ergänzt. Nach dem Ausscheiden von Fritz Hassel 1985 wurde die Mühle von Eckhard Hassel, Sohn von Günther Hassel geführt. 1987 wurde die gegenwärtige Wasserkraftanlage gebaut; das durch einen 900 Meter langen Mühlengraben von der Wied abgeleitete Wasser treibt die Schaufeln einer 100-PS-Durchströmturbine an, die ihre Kraft auf einen 75-kW-Generator überträgt und im Jahresdurchschnitt ca. 200.000 kWh Energie produziert. 1993 erfolgte eine erneute Modernisierung und damit ein kompletter Umbau der Mühle; in der Mühlenanlage können gegenwärtig im 24-Stunden-Betrieb 115 Tonnen Weizen oder 65 Tonnen Roggen vermahlen werden.